# Valentin Zsifkovits

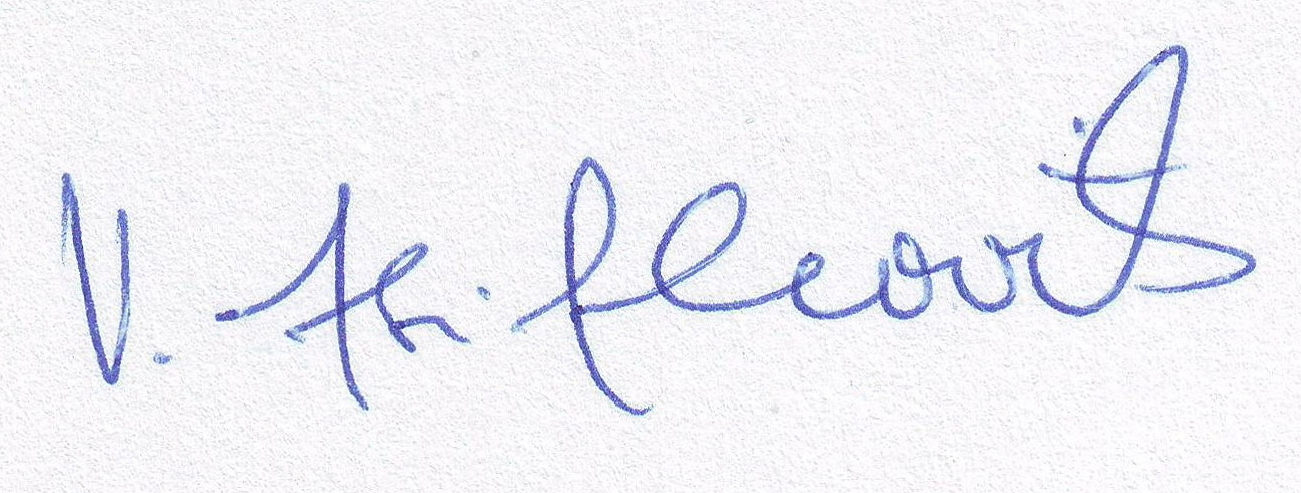
Unterschrift Valentin Zsifkovits

Valentin Zsifkovits (* 1. Jänner 1933 in Stinatz; † 10. Mai 2019 in Oberwart) war ein österreichischer römisch-katholischer Theologe, Sozialethiker und Priester.

## Leben

### Wirken als Priester
Valentin Zsifkovits wurde am 29. Juni 1958 in der Stadtpfarrkirche zum Hl. Martin in Eisenstadt durch Bischof Stefan László, damals Apostolischer Administrator des Burgenlandes, zum Priester geweiht. In Folge war er zunächst ein Jahr lang Kaplan in Oberwart, danach von 1959 bis 1964 Studienpräfekt am Bischöflichen Seminar in Mattersburg und bis 1969 am Burgenländischen Priesterseminar in Wien. Währenddessen war er ebenso als Religionslehrer tätig.
In der Zeit seiner wissenschaftlichen Tätigkeit und auch nach seiner Emeritierung als Universitätsprofessor am 1. Oktober 2001 (siehe Abschnitt Wissenschaftliche Tätigkeit) wirkte Zsifkovits als Seelsorger in unterschiedlichsten Bereichen der Steiermark, des Burgenlandes und Wiens, u. a. als Seelsorger der Guten Hirtinnen oder als Priester-Vertreter in diversen Pfarren.

### Wissenschaftliche Tätigkeit
Zsifkovits studierte Katholische Theologie und Staatswissenschaften an der Universität Wien, an der er in beiden Wissenschaften promoviert wurde (1963 bzw. 1969). Er stand in der Lehrtradition der Katholischen Soziallehre sowie im Besonderen des österreichischen Theologen, Rechtswissenschaftlers und Nationalökonomen Johannes Messner. Er fungierte als Universitätsassistent bei Rudolf Weiler am Institut für Ethik und Sozialwissenschaften der Katholisch-Theologischen Fakultät der Universität Wien und wurde 1973 an dieser Fakultät habilitiert.
Zsifkovits war von 18. Dezember 1973 bis 30. September 2001 Inhaber des Lehrstuhles für Ethik und Gesellschaftslehre an der Katholisch-Theologischen Fakultät der Universität Graz, die er von 1981 bis 1983 als Dekan leitete. Seine Forschungsschwerpunkte waren die Beurteilung gesellschaftlicher Phänomene und Entwicklungen aus der Sicht christlicher Sozialethik, Friedensethik, politische Ethik, Wirtschaftsethik und medizinische Ethik.
In seinem Fachgebiet war er weit über die Grenzen Österreichs hinaus als Referent bzw. Autor von Monografien und zahlreichen Beiträgen in Sammelbänden, Lexika und Fachzeitschriften bekannt. Einen bedeutenden Namen machte er sich u. a. als Mitherausgeber einer Reihe von Büchern. Dabei ist v. a. seine führende Rolle bei der Erstellung des Katholischen Soziallexikons (1980) zu nennen.
Zsifkovits’ Nachfolger am Lehrstuhl für Ethik und Gesellschaftslehre der Katholisch-Theologischen Fakultät der Universität Graz ist seit 2003 sein früherer Assistent Leopold Neuhold.

„Valentin Zsifkovits war ein in verschiedenen gesellschaftlichen Schichten und Bereichen geachteter und beachteter Vertreter der christlichen Soziallehre. Mit Selbstbewusstsein, aber auch in Ausrichtung auf die und Achtung der Eigengesetzlichkeiten der jeweiligen Kulturbereiche machte er in Lehre und Forschung die Soziallehre zu einem wesentlichen Orientierungspunkt für eine Gesellschaft, die der Orientierung bedarf. ... Als Lehrer und Forscher legte er großen Wert auf Argumente und realistische Vorgehensweise, er bemühte sich um Bezugssetzung von Realismus und Leidenschaft. Scharf in der Argumentation und umfassend in seiner Bezugnahme mutete er seinen Hörern und Lesern eigenes Denken zu und setzte so Wissenschaft in den Dienst am Menschen, in einer erfahrungsbezogenen Ethik.“

Valentin Zsifkovits starb am 10. Mai 2019 im Krankenhaus Oberwart. Das Requiem für ihn fand am 17. Mai 2019 in der Aufbahrungshalle in Stinatz statt. Es wurde für die Diözese Eisenstadt von Diözesanbischof Ägidius J. Zsifkovics und für die Diözese Graz-Seckau vom Grazer Stadtpfarrpropst Kanonikus Christian Leibnitz zelebriert. Anschließend wurde Zsifkovits auf dem Ortsfriedhof von Stinatz beigesetzt.

## Auszeichnungen (Auswahl)
- Päpstlicher Ehrenkaplan (Monsignore)[1][3]
- Silbernes Ehrenzeichen für Verdienste um die Republik Österreich[1]
- Österreichisches Ehrenkreuz für Wissenschaft und Forschung 1. Klasse[1]

## Schriften (Auswahl)
- Der Staatsgedanke nach Paulus in Röm 13,1–7. Mit besonderer Berücksichtigung der Umwelt und der patristischen Auslegung (= Wiener Beiträge zur Theologie. Band 8). Herder, Wien 1964, OCLC 492621025 (zugleich Dissertation, Wien 1963).
- Der Friede als Wert. Zur Wertproblematik der Friedensforschung (= Hanns Seidel Stiftung. Berichte & Studien. Band 3). Olzog, München/Wien 1973, ISBN 3-7892-7067-9 (zugleich Habilitationsschrift, Wien 1973).
- als Herausgeber mit Alfred Klose und Wolfgang Mantl: Katholisches Soziallexikon, 2. gänzl überarb. Aufl. (1. Aufl.: 1964), Tyrolia, Innsbruck, Wien (u. a.) 1980, ISBN 3-222-11300-9.
- als Herausgeber mit Rudolf Weiler: Erfahrungsbezogene Ethik. Festschrift für Johannes Messner zum 90. Geburtstag. Duncker und Humblot, Berlin 1981, ISBN 3-428-04837-7.
- Ethik des Friedens (= Soziale Perspektiven. Band 1). Veritas, Linz 1987, ISBN 3-85329-607-6.
- Politik ohne Moral? (= Soziale Perspektiven. Band 6). Veritas, Linz 1989, ISBN 3-85329-773-0.
- als Herausgeber: Religion – Krieg – Friede. Friedensfördernde und friedenshemmende Faktoren in verschiedenen Religionen (= Schriften zur Friedens- und Konfliktforschung. Band 3). VWGÖ, Wien 1991, ISBN 3-85369-843-3.
- Asylpolitik mit Herz und Vernunft. Zu einer aktuellen Problematik (= Soziale Perspektiven. Band 8). Pustet, Regensburg 1993, ISBN 3-7917-1395-7.
- Wirtschaft ohne Moral?. Tyrolia-Verlag, Innsbruck/Wien 1994, ISBN 3-7022-1929-3.
- Demokratie braucht Werte. (= Zeitdiagnosen. Band 2). LIT-Verlag, Münster 1998, ISBN 3-8258-3710-6.